# Знам'янський
Знам'янський — пасажирська зупинна залізнична платформа Лиманської дирекції Донецької залізниці.
Розташована на заході смт. Черкаське, Краматорський район, Донецької області на лінії Слов'янськ — Лозова між станціями Шидловська (2 км) та Бантишеве (10 км).
Станом на початок 2016 р. через платформу слідують приміські електропоїзди, проте не зупиняються.